# ヤマヒデ食品
ヤマヒデ食品株式会社（ヤマヒデしょくひん）は、兵庫県三木市別所町に本社を置く、かつおぶしや青のり、天かすなどの食品を製造している会社である。
1952年創業。

## 会社概要
削り節を中心とした食品加工を中心としている。大手であるヤマキやマルトモなどのメーカーよりも知名度では劣るが、関西の会社らしくお好み焼きやたこ焼きに使用される天かすや干しエビ、青さ粉なども製造販売している。
特に近年、お好み焼きやたこ焼きなどの料理が一般化したこともあり、地盤である関西地区のみならず、関東地区でも取り扱い品目は増えてきており、都内のスーパーマーケットでも同社の製品を扱う店も多くなってきている。
兵庫県内を地盤としている神姫バスの車体や神戸電鉄、山陽電車などに広告を出稿していたことでも知られる。
1999年大阪支社を分社化。同じ名称で大阪府摂津市鶴野4-1-29で事業を展開する。同会社の取り扱いの90%は三木市のヤマヒデ食品（株）の製造した製品だが、大手ソースメーカー、製粉メーカーなどの商品を取り扱う食品卸事業も営んでいる。三木市のヤマヒデ食品とは資本関係にあるが社長は別人（親族）である。